# A caso
A caso è una raccolta di racconti di Tommaso Landolfi pubblicata nel 1975. Nello stesso anno vinse il Premio Strega.

## Racconti
- A caso. È il più lungo della raccolta, oltre a darne il titolo. È strutturato in diversi brevi capitoli, ognuno dei quali redatto con un differente carattere tipografico, alternati tra l'io narrante e un ignoto individuo (la parte più torbida della propria anima, o forse il Diavolo stesso) che lo incita a compiere azioni ignobili o delittuose.
- Il riso. Il protagonista T. assolda un killer perché lo uccida senza preavviso. Costui detta le sue condizioni: deve essere pagato anticipatamente, ed eseguirà il compito nel corso di un anno. T. cambierà più volte idea: si è accorto che la vita assolve già gratuitamente la funzione che dovrebbe svolgere il killer; ma quest'ultimo, per deontologia professionale, non intende rinunciare alla sua prestazione. Infine una risata reciproca interromperà il contratto.
- Rugiada d'oro. Un seguace racconta, con linguaggio ricercato ed altisonante, parabole relative al suo divino Maestro («lo sapete pure che parlando di certe cose una certa aulicità di linguaggio è di prammatica»).
- Osteria del numero venti. Due giovani innamorati si accingono al primo rapporto amoroso, che finisce tuttavia dolorosamente per il ragazzo a causa di una singolare anomalia anatomica della fanciulla.
- Rose. L'io narrante è attratto da Rose, all'apparenza una giovane e bella donna, in realtà un individuo disperato per una condizione che lo condanna alla solitudine.
- La prova. Un noto scrittore è condotto dagli amici in una casa d'appuntamenti perché dimostri la sua virilità.
- Un petto di donna. Un giovane salva la vita a una bella donna e chiede in cambio di poterle baciare il seno.
- Il c.f. Un tale rifiuta di sposare la fidanzata perché affetto da "c.f." («gergo da flebotomi: come t.b.c. e simili; oppure è troppo difficile da spiegare»)
- Frammento senza costrutto. Impeto di gelosia verbale di un marito nei confronti della moglie dalla quale si è appena separato.
- Volpi scodate. Gli uomini si sono lasciati convincere a non procreare e a lasciar estinguere l'umanità («Questi discorsi ci pare già di averli uditi, già li fece una volpe che aveva perduto la coda nella tagliola e che pertanto, per celare la sua vergogna, voleva tutte le volpi senza coda»)
- Le maiuscole. Il nostro Presidente inaugurato le celebrazioni nazionali della vittoria di Zama («una Nazione Moderna celebra i Suoi Fasti, non i Suoi Nefasti!»).
- Milano non esiste. L'io narrante ricorda un breve soggiorno, in compagnia di una signora, a Milano, città al buio per l'oscuramento bellico («Il soggiorno sarà breve perché il narratore ha perso i soldi al gioco. Da quel lontano tempo, nella cosiddetta o sedicente Milano non ci sono più stato. [...] Milano, è evidente, non esiste»).
- Allegoria. Dialogo basato su luoghi comuni («Non sarebbe più eccetera andare per terra colle automobili, e per mare colle barche? In tal modo, le chiglie delle seconde scivolerebbero agevolmente sull'acqua, e le ruote delle prime girerebbero altrettanto utilmente sul terreno!»)

## Edizioni
- Tommaso Landolfi, A caso, Collezione La scala, Milano, Rizzoli, 1975
- Tommaso Landolfi, A caso, Milano, Club degli Editori, 1976
- Tommaso Landolfi, A caso, Torino, UTET, 2007, ISBN 88-02-07553-0
- Tommaso Landolfi, A caso, Collezione I capolavori del Premio Strega 57, Milano, Il Sole 24 Ore, stampa 2012